# Opius mediopectus
Opius mediopectus är en stekelart som beskrevs av Fischer 1965. Opius mediopectus ingår i släktet Opius och familjen bracksteklar. Inga underarter finns listade i Catalogue of Life.